# نوینکیرشن ام پوتسبرگ
نوینکیرشن ام پوتسبرگ (به آلمانی: Neunkirchen am Potzberg) یک شهر در آلمان است که در Altenglan واقع شده‌است. نوینکیرشن ام پوتسبرگ ۴۴۰ نفر جمعیت دارد.